# 1904 County Championship
Navigation
Édition précédente Édition suivante
Le 1904 County Championship fut le quinzième County Championship et se déroule du 9 mai au 5 septembre 1904. Le Lancashire  remporta son deuxième titre de champion tandis que le Yorkshire, six fois champion, se classa deuxième. Les gagnants de la saison précédente Middlesex ont terminé à la quatrième place.

## Tableau final
Un point a été accordé pour une victoire et un point a été enlevé pour chaque défaite, donc:
- 1 pour une victoire
- 0 pour un match nul
- -1 pour une défaite

| Equipe          | Pld | W  | L  | D  | A | Pts | Fin | %Fin   |
| --------------- | --- | -- | -- | -- | - | --- | --- | ------ |
| Lancashire      | 26  | 16 | 0  | 10 | 0 | 16  | 16  | 100.00 |
| Yorkshire       | 27  | 9  | 2  | 16 | 0 | 7   | 11  | 63.63  |
| Kent            | 21  | 10 | 4  | 7  | 0 | 6   | 14  | 42.85  |
| Middlesex       | 18  | 9  | 4  | 5  | 0 | 5   | 13  | 38.46  |
| Nottinghamshire | 20  | 7  | 4  | 9  | 0 | 3   | 11  | 27.27  |
| Sussex          | 24  | 5  | 4  | 15 | 0 | 1   | 9   | 11.11  |
| Leicestershire  | 20  | 6  | 6  | 8  | 0 | 0   | 12  | 0.00   |
| Warwickshire    | 16  | 5  | 5  | 6  | 0 | 0   | 10  | 0.00   |
| Gloucestershire | 18  | 5  | 6  | 7  | 0 | -1  | 11  | –9.09  |
| Derbyshire      | 18  | 5  | 8  | 5  | 0 | -3  | 13  | –23.07 |
| Surrey          | 28  | 6  | 12 | 10 | 0 | –6  | 18  | –33.33 |
| Somerset        | 18  | 5  | 11 | 2  | 0 | –6  | 16  | –37.50 |
| Worcestershire  | 18  | 3  | 8  | 7  | 0 | –5  | 11  | –45.45 |
| Essex           | 20  | 3  | 10 | 7  | 0 | –7  | 13  | –53.84 |
| Hampshire       | 18  | 2  | 12 | 4  | 0 | –10 | 14  | –71.42 |
| Source:         |     |    |    |    |   |     |     |        |

### Résumé statistique
| Most runs | Most runs | Most runs        | Most runs       |
| Aggregate | Average   | Joueur           | Comté           |
| --------- | --------- | ---------------- | --------------- |
| 2,376     | 79.20     | C. B. Fry        | Sussex          |
| 2,237     | 69.90     | Johnny Tyldesley | Lancashire      |
| 2,074     | 50.58     | Tom Hayward      | Surrey          |
| 1,848     | 51.33     | George Hirst     | Yorkshire       |
| 1,812     | 60.40     | James Iremonger  | Nottinghamshire |
| Source:   |           |                  |                 |

| Most wickets | Most wickets | Most wickets   | Most wickets    |
| Aggregate    | Average      | Joueur         | Comté           |
| ------------ | ------------ | -------------- | --------------- |
| 123          | 19.36        | Edward Dennett | Gloucestershire |
| 121          | 19.38        | Charlie Blythe | Kent            |
| 112          | 23.50        | George Cox     | Sussex          |
| 108          | 18.71        | James Hallows  | Lancashire      |
| 106          | 26.16        | Bill Reeves    | Essex           |
| Source:      |              |                |                 |